# Élections municipales de 2026 dans le Tarn
Pour un article plus général, voir Élections municipales françaises de 2026.
Les élections municipales dans le Tarn sont prévues en mars 2026. Cette page ne traite que les communes de 3 000 habitants et plus dans le Tarn.

## Résultats à l'échelle du département

### Maires sortants et maires élus
| Commune                 | Population (en 2022) | Maire sortant(e)           | Parti | Parti | Maire élu(e) | Parti | Parti |
| ----------------------- | -------------------- | -------------------------- | ----- | ----- | ------------ | ----- | ----- |
| Albi                    | 50 605               | Stéphanie Guiraud-Chaumeil |       | HOR   |              |       |       |
| Aussillon               | 5 617                | Fabrice Cabral             |       | PS    |              |       |       |
| Carmaux                 | 9 927                | Jean-Louis Bousquet        |       | DVG   |              |       |       |
| Castres                 | 42 700               | Pascal Bugis               |       | DVD   |              |       |       |
| Coufouleux              | 3 041                | Olivier Damez              |       | DVG   |              |       |       |
| Gaillac                 | 16 080               | Martine Souquet            |       | DVD   |              |       |       |
| Graulhet                | 13 275               | Blaise Aznar               |       | DVG   |              |       |       |
| Labruguière             | 6 567                | David Cucullières          |       | SE    |              |       |       |
| Lavaur                  | 10 884               | Bernard Carayon            |       | UDR   |              |       |       |
| Lescure-d'Albigeois     | 4 585                | Élisabeth Claverie         |       | PS    |              |       |       |
| Lisle-sur-Tarn          | 4 857                | Maryline Lherm             |       | DVD   |              |       |       |
| Marssac-sur-Tarn        | 3 486                | Anne-Marie Rosé            |       | SE    |              |       |       |
| Mazamet                 | 10 123               | Olivier Fabre              |       | DVD   |              |       |       |
| Puygouzon               | 3 549                | Thierry Dufour             |       | DVG   |              |       |       |
| Puylaurens              | 3 212                | Jean-Louis Hormière        |       | SE    |              |       |       |
| Rabastens               | 5 801                | Nicolas Géraud             |       | SE    |              |       |       |
| Réalmont                | 3 542                | Henri Viaules              |       | DVD   |              |       |       |
| Saint-Juéry             | 6 575                | David Donnez               |       | DVG   |              |       |       |
| Saint-Sulpice-la-Pointe | 9 674                | Raphaël Bernardin          |       | RE    |              |       |       |
| Saïx                    | 3 714                | Jacques Armengaud          |       | DVD   |              |       |       |

### Résultats en nombre de maires
| Partis               | Partis                               | Maires sortants | Maires élus | Évolution |
| -------------------- | ------------------------------------ | --------------- | ----------- | --------- |
|                      | Divers gauche                        | 5               |             |           |
|                      | Parti socialiste                     | 2               |             |           |
| Total gauche         | Total gauche                         | 7               |             |           |
|                      | Divers droite                        | 6               |             |           |
| Total droite         | Total droite                         | 6               |             |           |
|                      | Horizons                             | 1               |             |           |
|                      | Renaissance                          | 1               |             |           |
| Total centre         | Total centre                         | 2               |             |           |
|                      | Union des droites pour la République | 1               |             |           |
| Total extrême droite | Total extrême droite                 | 1               |             |           |
|                      | Sans étiquette                       | 4               |             |           |
| Total                | Total                                | 20              | 20          | -         |

## Résultats dans les communes de plus de 3 000 habitants

### Albi
- Maire sortante : Stéphanie Guiraud-Chaumeil (HOR)
- 45 sièges à pourvoir au conseil municipal (population légale 2022 : 50 605 habitants)
- 25 sièges à pourvoir au conseil communautaire (CA de l'Albigeois)

| Tête de liste | Tête de liste | Parti(s) | Nuance | Premier tour | Premier tour | Second tour | Second tour | Sièges | Sièges |
| Tête de liste | Tête de liste | Parti(s) | Nuance | Voix         | %            | Voix        | %           | CM     | CC     |
| ------------- | ------------- | -------- | ------ | ------------ | ------------ | ----------- | ----------- | ------ | ------ |

### Aussillon
- Maire sortant : Fabrice Cabral (PS)
- 29 sièges à pourvoir au conseil municipal (population légale 2022 : 5 617 habitants)
- 4 sièges à pourvoir au conseil communautaire (CA de Castres-Mazamet)

| Tête de liste | Tête de liste | Parti(s) | Nuance | Premier tour | Premier tour | Second tour | Second tour | Sièges | Sièges |
| Tête de liste | Tête de liste | Parti(s) | Nuance | Voix         | %            | Voix        | %           | CM     | CC     |
| ------------- | ------------- | -------- | ------ | ------------ | ------------ | ----------- | ----------- | ------ | ------ |

### Carmaux
- Maire sortant : Jean-Louis Bousquet (DVG)
- 29 sièges à pourvoir au conseil municipal (population légale 2022 : 9 927 habitants)
- 15 sièges à pourvoir au conseil communautaire (CC Carmausin-Ségala)

| Tête de liste | Tête de liste | Parti(s) | Nuance | Premier tour | Premier tour | Second tour | Second tour | Sièges | Sièges |
| Tête de liste | Tête de liste | Parti(s) | Nuance | Voix         | %            | Voix        | %           | CM     | CC     |
| ------------- | ------------- | -------- | ------ | ------------ | ------------ | ----------- | ----------- | ------ | ------ |

### Castres
- Maire sortant : Pascal Bugis (DVD)
- 43 sièges à pourvoir au conseil municipal (population légale 2022 : 42 700 habitants)
- 29 sièges à pourvoir au conseil communautaire (CA de Castres-Mazamet)

| Tête de liste | Tête de liste | Parti(s) | Nuance | Premier tour | Premier tour | Second tour | Second tour | Sièges | Sièges |
| Tête de liste | Tête de liste | Parti(s) | Nuance | Voix         | %            | Voix        | %           | CM     | CC     |
| ------------- | ------------- | -------- | ------ | ------------ | ------------ | ----------- | ----------- | ------ | ------ |

### Coufouleux
- Maire sortant : Olivier Damez (DVG)
- 23 sièges à pourvoir au conseil municipal (population légale 2022 : 3 041 habitants)
- 2 sièges à pourvoir au conseil communautaire (CA Gaillac-Graulhet)

| Tête de liste | Tête de liste | Parti(s) | Nuance | Premier tour | Premier tour | Second tour | Second tour | Sièges | Sièges |
| Tête de liste | Tête de liste | Parti(s) | Nuance | Voix         | %            | Voix        | %           | CM     | CC     |
| ------------- | ------------- | -------- | ------ | ------------ | ------------ | ----------- | ----------- | ------ | ------ |

### Gaillac
- Maire sortante : Martine Souquet (DVD)
- 33 sièges à pourvoir au conseil municipal (population légale 2022 : 16 080 habitants)
- 15 sièges à pourvoir au conseil communautaire (CA Gaillac-Graulhet)

| Tête de liste | Tête de liste | Parti(s) | Nuance | Premier tour | Premier tour | Second tour | Second tour | Sièges | Sièges |
| Tête de liste | Tête de liste | Parti(s) | Nuance | Voix         | %            | Voix        | %           | CM     | CC     |
| ------------- | ------------- | -------- | ------ | ------------ | ------------ | ----------- | ----------- | ------ | ------ |

### Graulhet
- Maire sortant : Blaise Aznar (DVG)
- 33 sièges à pourvoir au conseil municipal (population légale 2022 : 13 275 habitants)
- 12 sièges à pourvoir au conseil communautaire (CA Gaillac-Graulhet)

| Tête de liste | Tête de liste | Parti(s) | Nuance | Premier tour | Premier tour | Second tour | Second tour | Sièges | Sièges |
| Tête de liste | Tête de liste | Parti(s) | Nuance | Voix         | %            | Voix        | %           | CM     | CC     |
| ------------- | ------------- | -------- | ------ | ------------ | ------------ | ----------- | ----------- | ------ | ------ |

### Labruguière
- Maire sortant : David Cucullières (SE)
- 29 sièges à pourvoir au conseil municipal (population légale 2022 : 6 567 habitants)
- 4 sièges à pourvoir au conseil communautaire (CA de Castres-Mazamet)

| Tête de liste | Tête de liste | Parti(s) | Nuance | Premier tour | Premier tour | Second tour | Second tour | Sièges | Sièges |
| Tête de liste | Tête de liste | Parti(s) | Nuance | Voix         | %            | Voix        | %           | CM     | CC     |
| ------------- | ------------- | -------- | ------ | ------------ | ------------ | ----------- | ----------- | ------ | ------ |

### Lavaur
- Maire sortant : Bernard Carayon (UDR)
- 33 sièges à pourvoir au conseil municipal (population légale 2022 : 10 884 habitants)
- 9 sièges à pourvoir au conseil communautaire (CC Tarn-Agout)

| Tête de liste | Tête de liste | Parti(s) | Nuance | Premier tour | Premier tour | Second tour | Second tour | Sièges | Sièges |
| Tête de liste | Tête de liste | Parti(s) | Nuance | Voix         | %            | Voix        | %           | CM     | CC     |
| ------------- | ------------- | -------- | ------ | ------------ | ------------ | ----------- | ----------- | ------ | ------ |

### Lescure-d'Albigeois
- Maire sortante : Élisabeth Claverie (PS)
- 27 sièges à pourvoir au conseil municipal (population légale 2022 : 4 585 habitants)
- 3 sièges à pourvoir au conseil communautaire (CA de l'Albigeois)

| Tête de liste | Tête de liste | Parti(s) | Nuance | Premier tour | Premier tour | Second tour | Second tour | Sièges | Sièges |
| Tête de liste | Tête de liste | Parti(s) | Nuance | Voix         | %            | Voix        | %           | CM     | CC     |
| ------------- | ------------- | -------- | ------ | ------------ | ------------ | ----------- | ----------- | ------ | ------ |

### Lisle-sur-Tarn
- Maire sortante : Maryline Lherm (DVD)
- 27 sièges à pourvoir au conseil municipal (population légale 2022 : 4 857 habitants)
- 4 sièges à pourvoir au conseil communautaire (CA Gaillac-Graulhet)

| Tête de liste | Tête de liste | Parti(s) | Nuance | Premier tour | Premier tour | Second tour | Second tour | Sièges | Sièges |
| Tête de liste | Tête de liste | Parti(s) | Nuance | Voix         | %            | Voix        | %           | CM     | CC     |
| ------------- | ------------- | -------- | ------ | ------------ | ------------ | ----------- | ----------- | ------ | ------ |

### Marssac-sur-Tarn
- Maire sortante : Anne-Marie Rosé (SE)
- 23 sièges à pourvoir au conseil municipal (population légale 2022 : 3 486 habitants)
- 2 sièges à pourvoir au conseil communautaire (CA de l'Albigeois)

| Tête de liste | Tête de liste | Parti(s) | Nuance | Premier tour | Premier tour | Second tour | Second tour | Sièges | Sièges |
| Tête de liste | Tête de liste | Parti(s) | Nuance | Voix         | %            | Voix        | %           | CM     | CC     |
| ------------- | ------------- | -------- | ------ | ------------ | ------------ | ----------- | ----------- | ------ | ------ |

### Mazamet
- Maire sortant : Olivier Fabre (DVD)
- 33 sièges à pourvoir au conseil municipal (population légale 2022 : 10 123 habitants)
- 7 sièges à pourvoir au conseil communautaire (CA Castres-Mazamet)

| Tête de liste | Tête de liste | Parti(s) | Nuance | Premier tour | Premier tour | Second tour | Second tour | Sièges | Sièges |
| Tête de liste | Tête de liste | Parti(s) | Nuance | Voix         | %            | Voix        | %           | CM     | CC     |
| ------------- | ------------- | -------- | ------ | ------------ | ------------ | ----------- | ----------- | ------ | ------ |

### Puygouzon
- Maire sortant : Thierry Dufour (DVG)
- 27 sièges à pourvoir au conseil municipal (population légale 2022 : 3 549 habitants)
- 3 sièges à pourvoir au conseil communautaire (CA de l'Albigeois)

| Tête de liste | Tête de liste | Parti(s) | Nuance | Premier tour | Premier tour | Second tour | Second tour | Sièges | Sièges |
| Tête de liste | Tête de liste | Parti(s) | Nuance | Voix         | %            | Voix        | %           | CM     | CC     |
| ------------- | ------------- | -------- | ------ | ------------ | ------------ | ----------- | ----------- | ------ | ------ |

### Puylaurens
- Maire sortant : Jean-Louis Hormière (SE)
- 23 sièges à pourvoir au conseil municipal (population légale 2022 : 3 212 habitants)
- 5 sièges à pourvoir au conseil communautaire (CC du Sor et de l'Agout)

| Tête de liste | Tête de liste | Parti(s) | Nuance | Premier tour | Premier tour | Second tour | Second tour | Sièges | Sièges |
| Tête de liste | Tête de liste | Parti(s) | Nuance | Voix         | %            | Voix        | %           | CM     | CC     |
| ------------- | ------------- | -------- | ------ | ------------ | ------------ | ----------- | ----------- | ------ | ------ |

### Rabastens
- Maire sortant : Nicolas Géraud (SE)
- 29 sièges à pourvoir au conseil municipal (population légale 2022 : 5 801 habitants)
- 5 sièges à pourvoir au conseil communautaire (CA Gaillac-Graulhet)

| Tête de liste | Tête de liste | Parti(s) | Nuance | Premier tour | Premier tour | Second tour | Second tour | Sièges | Sièges |
| Tête de liste | Tête de liste | Parti(s) | Nuance | Voix         | %            | Voix        | %           | CM     | CC     |
| ------------- | ------------- | -------- | ------ | ------------ | ------------ | ----------- | ----------- | ------ | ------ |

### Réalmont
- Maire sortant : Henri Viaules (DVD)
- 27 sièges à pourvoir au conseil municipal (population légale 2022 : 3 542 habitants)
- 9 sièges à pourvoir au conseil communautaire (CC Centre Tarn)

| Tête de liste | Tête de liste | Parti(s) | Nuance | Premier tour | Premier tour | Second tour | Second tour | Sièges | Sièges |
| Tête de liste | Tête de liste | Parti(s) | Nuance | Voix         | %            | Voix        | %           | CM     | CC     |
| ------------- | ------------- | -------- | ------ | ------------ | ------------ | ----------- | ----------- | ------ | ------ |

### Saint-Juéry
- Maire sortant : David Donnez (DVG)
- 29 sièges à pourvoir au conseil municipal (population légale 2022 : 6 575 habitants)
- 5 sièges à pourvoir au conseil communautaire (CA de l'Albigeois)

| Tête de liste | Tête de liste | Parti(s) | Nuance | Premier tour | Premier tour | Second tour | Second tour | Sièges | Sièges |
| Tête de liste | Tête de liste | Parti(s) | Nuance | Voix         | %            | Voix        | %           | CM     | CC     |
| ------------- | ------------- | -------- | ------ | ------------ | ------------ | ----------- | ----------- | ------ | ------ |

### Saint-Sulpice-la-Pointe
- Maire sortant : Raphaël Bernardin (RE)
- 29 sièges à pourvoir au conseil municipal (population légale 2022 : 9 674 habitants)
- 7 sièges à pourvoir au conseil communautaire (CC Tarn-Agout)

| Tête de liste | Tête de liste | Parti(s) | Nuance | Premier tour | Premier tour | Second tour | Second tour | Sièges | Sièges |
| Tête de liste | Tête de liste | Parti(s) | Nuance | Voix         | %            | Voix        | %           | CM     | CC     |
| ------------- | ------------- | -------- | ------ | ------------ | ------------ | ----------- | ----------- | ------ | ------ |

### Saïx
- Maire sortant : Jacques Armengaud (DVD)
- 27 sièges à pourvoir au conseil municipal (population légale 2022 : 3 714 habitants)
- 6 sièges à pourvoir au conseil communautaire (CC du Sor et de l'Agout)

| Tête de liste | Tête de liste | Parti(s) | Nuance | Premier tour | Premier tour | Second tour | Second tour | Sièges | Sièges |
| Tête de liste | Tête de liste | Parti(s) | Nuance | Voix         | %            | Voix        | %           | CM     | CC     |
| ------------- | ------------- | -------- | ------ | ------------ | ------------ | ----------- | ----------- | ------ | ------ |